# Windows搜索
Windows搜索（Windows Search）是微软为操作系统设计的带有索引的桌面搜索平台。，作为Windows 2000以前的索引服务和Windows XP和Windows Server 2003的可选MSN桌面搜索的替代，旨在促进本地和远程查询兼容应用程序中的文件和非文件项目，包括Windows Explorer。
Windows搜索在Windows Vista, Windows Sever 2008 和 Windows 7 也被称为即时搜索，它是Windows索引服务的一个成功实践。 开罗计划的对象文件系统从未成型。 Windows搜索使用不同的架构和新的索引比较系统。 对于Windows XP系统来说，Windows搜索仅是一个外置程式。
Windows搜索共同使用基于Windows Vista和以后版本系统的索引系统和Windows XP的Windows桌面搜索。他们不仅共用同样的架构和索引技术，而且之间的应用程序接口也是兼容的。
Windows Search创建了一个本地管理的文件索引--文档、电子邮件、文件夹、程序、照片、轨迹和视频--和文件内容，以及非文件项目，包括Microsoft Outlook的项目，用户可以根据作者、内容、日期、文件名、文件类型、人物和尺寸等细节进行增量搜索；该索引存储来自文档内部的实际散文和来自其他内容的元数据属性。控制面板和设置也可以被搜索到。
Windows Search是在Windows Vista中引入的，作为以前的索引服务的替代品，以促进数据的发现和管理，促进搜索结果的更大的快速性，并在Microsoft Windows中统一桌面搜索平台；它也可以作为Windows XP的可选下载。自推出以来，它的功能已经有了一些更新，它也被包含在Windows 7、Windows 8、Windows 8.1、Windows 10和Windows 11中。

## 概览
通过安装，Windows搜索（和Windows桌面搜索）在用户硬盘上构建了一个包含全部文本的索引文件。它不索引网络设备，即使更改了默认设置，它也不会索引被映射到网络磁盘。网络搜索显示大部分人无法完成这些难以理解的设置。这也会将索引文件建立在本地磁盘上面。